# Tritícia
Tritícia és una tribu de la família de les poàcies.
Les aproximadament cinc-cents espècies de més de 27 gèneres creixen principalment a les zones temperades i temperades càlides de l'hemisferi nord. Conté, entre d'altres, importants gramínies conreades com el blat, l'ordi i el sègol.

## Gèneres
- Aegilops
- Agropyron
- Amblyopyrum
- Australopyrum
- Cockaynea
- Crithopsis
- Dasypyrum
- Elymus
- Elytrigia
- Eremopyrum
- Festucopsis
- Henrardia
- Heteranthelium
- Hordelymus
- Hordeum
- Hysterix
- Kengyilia
- Leymus
- Lophopyrum
- Malacurus
- Pascopyrum
- Peridictyon
- Psathyrostachys
- Pseudoroegneria
- Secale
- Sitanion
- Taeniatherum
- Thinopyrum
- Triticum